# ニャンまげ
ニャンまげとは、時代村が運営していたテーマパークのマスコットキャラクター。

## 概要
デザイン原案は博報堂の佐野研二郎。
キャラクターの由来は時代村の創業15周年記念のキャンペーンテーマ「来てちょんまげ」と招き猫から。
外観はちょんまげをした白いネコ（招き猫）で、着ぐるみ前提としたためかマスコットキャラクターとしては頭が小さく頭身が高め（5.5頭身前後）であるのが特徴的である。口周りのひげは左右合わせて6本、金色の鈴がついた赤い首輪を着けている。とぼけた表情と園内をヒョコヒョコと歩く姿が愛された他、キャラクターグッズなども販売されていたが、こちらは若干デフォルメされ3〜4頭身程度のものもある。
首輪の鈴を自分で鳴らしているのは嬉しい証拠。
設定では、身長：180cm、体重：120kg、年齢：10歳、趣味：音楽鑑賞、特技：正座。
日光江戸村のテレビコマーシャル「ニャンまげにとびつこう」は有名。監督は山内健司。このCMソングはのちに音楽CD化されている。
日光江戸村以外にも系列の加賀百万石時代村（現・日本元気劇場）や伊勢戦国時代村（後の伊勢安土・桃山時代村、現・伊勢忍者キングダム）や登別伊達時代村のCMにも登場した。
園内を巡回しながら、来場者の頭にそっと手を置いたりといった悪戯もするとの事である。

### 備考
- CM中で老若男女が楽しそうに飛び付いていたため、実際の時代村を巡回中のニャンまげにまで大人が飛び付いた。しかしスーツアクターによっては不意に飛び付かれて転倒してしまうケースも発生、問題視された。このため「一声掛けて」というアナウンスがホームページ上に掲載されていた。なお「鍛えられたニャンまげの場合は、大人は2人、子供だと5人くらいは飛びついても大丈夫」とある。現在は危険防止のため、飛びつく事は禁止されている。
- 「ニャンまげにとびつこう」
  - 作詞・作曲：山内健司、編曲：杉山正明、歌：ニャンまげ合唱団
  - 1999年7月16日に東芝EMIからシングルCDとして発売された。